# Перекусихин, Василий Саввич
Василий Саввич Перекусихин (20 февраля 1724—2 декабря 1788) — тайный советник, брат любимой и доверенной камер-юнгферы Екатерины II, известной Марьи Саввишны Перекусихиной (1739—1824).

## Биография
Василий Саввич, сын Саввы Ивановича Перекусихина , происходил из старинного, но небогатого дворянского рода Рязанской губернии. Учился в Сухопутном Шляхетном корпусе и затем, с 1746 год а, состоял в нём же комиссаром. В 1751 году он был выпущен в артиллерию капитаном, с определением к работам по постройке Новодевичьего монастыря.
Произведенный в 1761 году в премьер- майоры, Перекусихин вскоре перешёл в гражданскую службу, в Канцелярию Опекунства об иностранных единоверцах . Дальнейшей его карьере много способствовало покровительство сестры.
В 1765 году он был назначен обер-прокурором 4 Департамента Сената и занимал эту должность до 1777 года, когда вследствие болезненного состояния вышел в отставку, с чином тайного советника и с сохранением содержания. За время своей службы в Сенате , Перекусихин получил несколько наград, улучшивших его имущественное положение, между прочим дом в Петербурге и имения в Воронежской и Нижегородской губерниях. В 1785 году он был назначен сенатором, но болезнь заставила его через пять лет снова выйти в отставку; ему было сохранены пенсия и содержание (всего 4250 руб.). Екатерина II принимала большое участие в брате своей любимицы и знала в подробности о его болезни.
25 ноября 1788 года Храповицкий А. В. занес в свой дневник:
…Разговор о болезни короля Английского. Сказал  я : у него болезнь короля Прусского? — Нет, болезнь  Василия Саввича Перекусихина и покойного князя A. М. Голицына: тут смешенная подагра, водяная и гемороиды: врачи говорят, что это неизлечимо.
В ночь на 2 декабря 1788 года Перекусихин скончался. Сестра была в большом горе, и Императрица её утешала. Храповицкий отмечает:
…Говорили о горести  Марии Саввичны, лишившейся  брата  вчера в ночь. Она все крепилась и теперь в отчаянии . Приказано нужное для похорон взять от
Камер-цалмейстера.  Ходили к ней. Плакали .
Перекусихин был пышно погребен на казённый счёт в Александро-Невской лавре .

## Дети
Его жена умерла рано и воспитанием единственной дочери Екатерины (1772—1842) занималась его сестра, камер-юнгфера Екатерины II Мария Саввишна. С ведома и одобрения императрицы Екатерина Васильевна Перекусихина была выдана замуж за бригадира Ардалиона Александровича Торсукова (1754—1810) ― сына генерал-майора Александра Лукича Торсукова.